# Stazione di Lamar
La stazione di Lamar è una delle 11 stazioni del comune di Trento. È una semplice fermata, gestita dall'azienda provinciale Trentino Trasporti e si trova tra la fermata di Zona Industriale e la stazione di Gardolo della ferrovia Trento-Malé-Mezzana.

## Strutture e impianti
Il complesso si presenta semplicemente come un marciapiede e una panchina protetta da una copertura di ferro e plastica. Non sono presenti particolari servizi, se non una tabella oraria e una oblitteratrice elettronica.
Il binario è unico e passante.

## Movimento
Nella fermata fermano tutti i treni, esclusi quelli denominati "diretti".